# Menara Kuala Lumpur

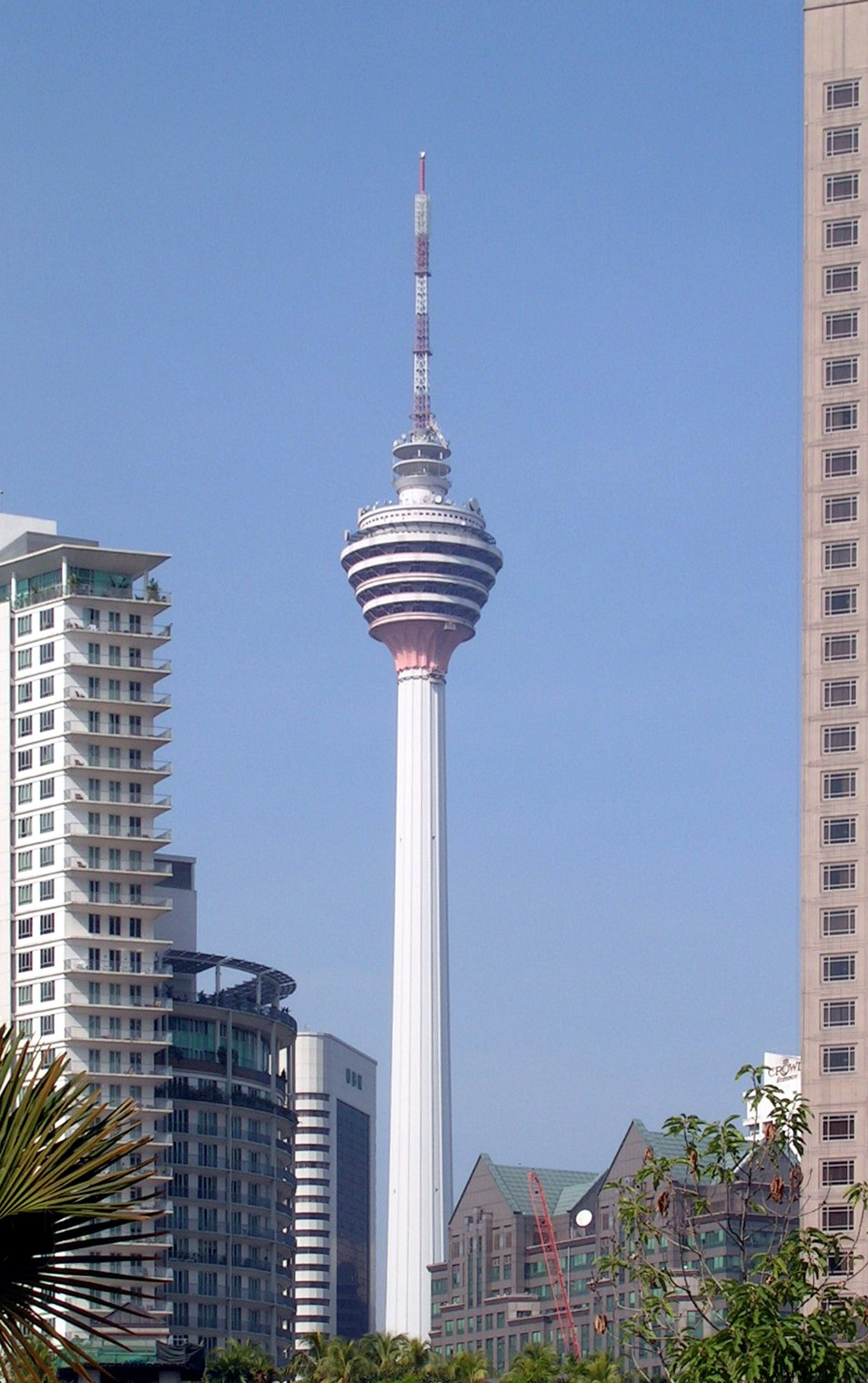
Menara Kuala Lumpur.

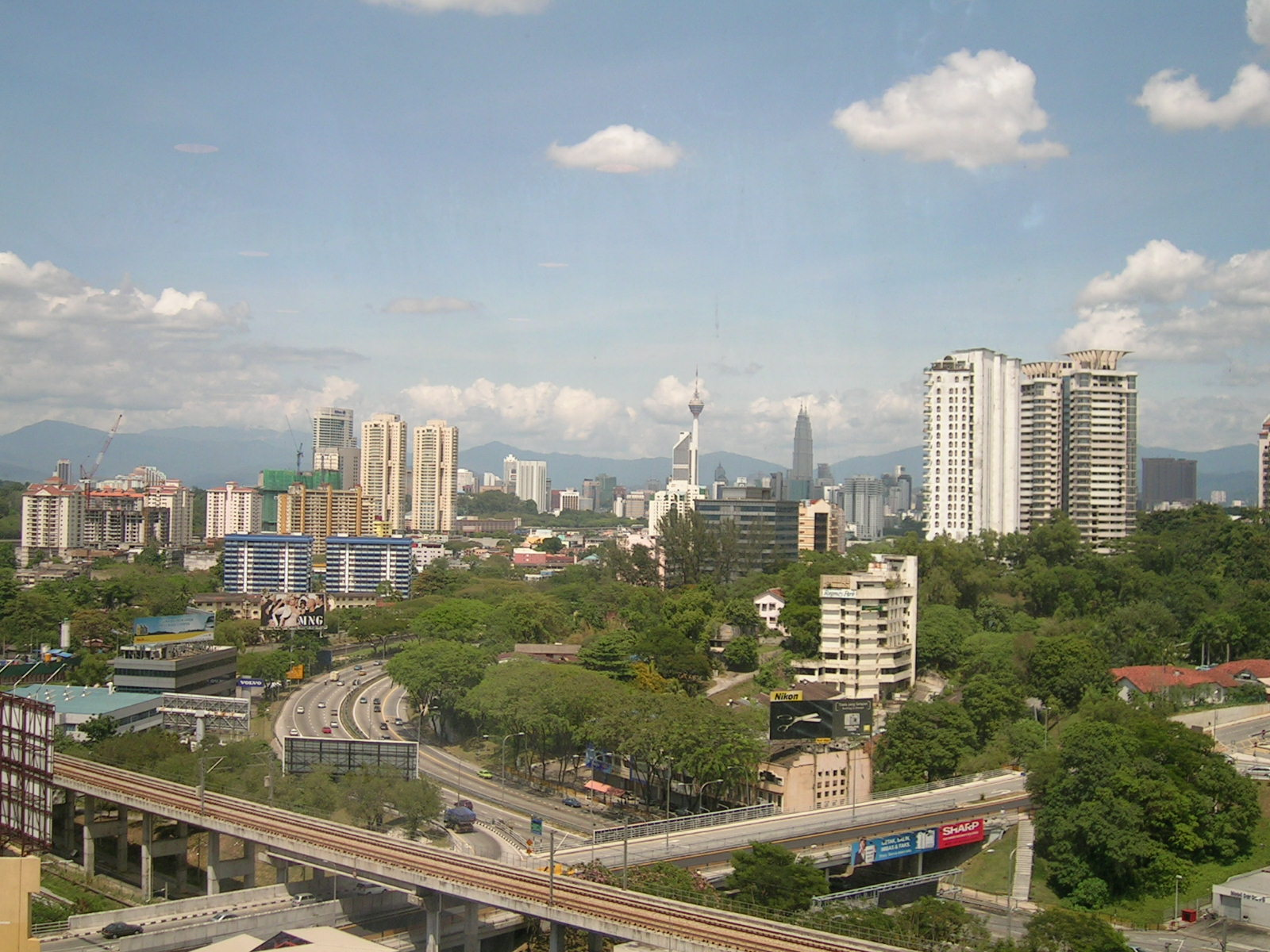
Utsikt över Kuala Lumpur, med Menara Kuala Lumpur (i mitten). Petronas Twin Towers syns till höger om tornet.

Menara Kuala Lumpur, även Kuala Lumpur Tower, i dagligt tal endast KL Tower, är ett torn beläget i Kuala Lumpur, Malaysia. Tornet används för telekommunikation och är ett välbesökt turistmål. 
Menara Kuala Lumpur byggdes 1991-1995, och officiell invigning var 1 oktober 1996. Tornet har en roterande restaurang, toppvåningen och tillika utkiksplatsen ligger på 335 meters höjd. Tornets höjd med mast är 421 m, vilket gör det till Malaysias näst högsta byggnad efter Petronas Twin Towers.